# 新・猿の惑星
『新・猿の惑星』（しん・さるのわくせい、Escape from the Planet of the Apes）は、1971年のアメリカ合衆国の映画。ピエール・ブールによるSF小説『猿の惑星』を原作とする『猿の惑星』シリーズ全5作の第3作。続編4作の中では最も高い評価を受けている。

## あらすじ
西暦3955年に起きたミュータント人類と猿類との戦争の結果、地球は消滅した。コーネリアスとジーラは、その直前に知人のマイロと共に（かつてテイラー達が「猿の惑星」へ来たときの）宇宙船を使用し地球消滅から脱出したが、地球爆破時の影響によって時空に変化が生じ、たどり着いたのは現代（1973年）の地球だった。人類はテイラー大佐が帰還したものとして、アメリカ沖に着水した宇宙船を岸辺へ回収したが、帰還した宇宙飛行士達が「猿」だったことに驚いたアメリカ政府は三匹をロサンゼルス動物園に移送し、動物学者のルイスとスティービーに検査を受けさせる。
しかし、「動物」としての扱いに耐えかねたジーラが言葉を発してしまう。マイロは「悲惨な未来を知った人間が自分たちを警戒する」として対策を考えるが、隣の檻にいたゴリラに襲われ死んでしまう。報告を受けた大統領は科学顧問のハスラインたちにコーネリアスとジーラに対して査問委員会を開くことを指示する。査問委員会の場でコーネリアスとジーラは自分たちが未来の地球から来たこと、人間に対して敵意がないことを伝える。査問委員会の終了後、夫妻はルイスとスティービーに対し未来の地球は猿の軍と未知の敵（地底に生き延びていたミュータント人類）との戦争によって引き起こされた爆発で炎に飲み込まれて滅び去ったことを告げる。
査問委員会の報告を受け、大統領はコーネリアスとジーラの行動の自由を認める。夫妻は国賓待遇を受け、各地で人間からの歓迎を受ける。しかし、二人の言動の端々に垣間見える不穏な情報に疑念を抱いたハスラインだけは夫妻が重大な事実を隠していると危険視し、大統領に排除を進言する。そんな中、博物館を訪問中のジーラが倒れ、妊娠していることが発覚する。ハスラインはジーラをホテルに連れ帰り、ワインで酔わせて彼女から未来の地球が戦争で消滅することを聞き出す。ハスラインは未来の地球の支配者になる「言葉を話す猿」が地球を滅ぼすことになると判断し、その先祖になり得る夫妻の排除、もしくは断種を進言し、確証を得るため夫妻を陸軍基地に隔離し、CIAと協力して夫妻を尋問する。尋問の結果、ハスラインは猿が人間狩りを行っていたこと、ジーラが生体実験を行っていたことを聞き出す。
ハスラインが聞き出した情報を基に再び査問委員会が開かれ、恐怖と嫌悪にかられた委員たちによって夫妻の去勢と胎児の堕胎が決定される。同じ頃、急速な立場の悪化から来るストレスで余裕をなくしていたコーネリアスがジーラを侮辱されたと激怒し、若いアメリカ兵に暴行を加え、結果的に殺害してしまう。夫妻は基地から逃亡し、ハスラインは逃亡を口実に夫妻の殺害を目論む。夫妻はルイスとスティービーに助けられ、アーマンドのサーカス団に匿われ、そこで子供を出産する。ジーラは亡き友人にして最も頼れる人物だったマイロにあやかり、子供に「マイロ」と名付ける。ハスラインの捜査網が迫る中、ルイスとスティービーはほとぼりが冷めるまで廃船置き場に身を隠すように提案し、夫妻は廃船置き場に向かうが、ハスラインに発見されてしまう。騒ぎを聞きつけた警察や軍隊、ルイスとスティービーも廃船置き場に向かうが、先回りしたハスラインによってジーラとその子供が射殺されてしまう。直後にハスラインは怒りと憎しみにかられたコーネリアスに射殺されるが、コーネリアスも駆け付けた警察に射殺される。
事件の終結後、ジーラとコーネリアスの遺骸は子供と共に、心ある人々によって葬られた。アーマンドのサーカス団は次の興行先のフロリダへ向かうが、サーカス団の檻の中には、ジーラがチンパンジーの赤ん坊とすり替えていたマイロ（のちのシーザー）が言葉を発して母を呼んでいた。

## キャスト
| 役名                         | 俳優                         | 日本語吹替                                     |
| 役名                         | 俳優                         | TBS版 （追加録音版）                           |
| ---------------------------- | ---------------------------- | ---------------------------------------------- |
| コーネリアス                 | ロディ・マクドウォール       | 山田康雄 （多田野曜平）                        |
| ジーラ                       | キム・ハンター               | 平井道子 （渡辺美佐）                          |
| ルイス・ディクソン博士       | ブラッドフォード・ディルマン | 市川治 （内田夕夜）                            |
| オットー・ハスライン博士     | エリック・ブレーデン         | 中田浩二 （唐沢龍之介）                        |
| ステファニー・ブラントン博士 | ナタリー・トランディ         | 弥永和子                                       |
| 大統領                       | ウィリアム・ウィンダム       | 塩見竜介                                       |
| マイロ博士                   | サル・ミネオ                 | 峰恵研                                         |
| E-1                          | アルバート・サルミ           | 田中康郎                                       |
| E-2                          | ジェイソン・エヴァーズ       |                                                |
| 委員長                       | ジョン・ランドルフ           |                                                |
| ウィンスロップ将軍           | ハリー・ローター             | 田中康郎                                       |
| 助手                         | M・エメット・ウォルシュ      |                                                |
| 枢機卿                       | ピーター・フォースター       | 石森達幸                                       |
| 海軍将校                     | ウィリアム・ウッドソン       |                                                |
| 船長                         | ジーン・ウィッティントン     |                                                |
| 弁護士                       | ロイ・E・グレン・シスター    | 田中康郎                                       |
| 陸軍将校                     | ノーマン・バートン           |                                                |
| 看護兵                       | トム・ローウェル             |                                                |
| 管理人                       | ドナルド・エルソン           |                                                |
| アーマンド                   | リカルド・モンタルバン       | 仁内達之                                       |
| その他                       |                              | 兼本新吾 徳丸完 仲木隆司 鈴木れい子 芝夏美     |
|                              |                              |                                                |
| 字幕翻訳                     |                              | 飯嶋永昭                                       |
| 吹替翻訳                     |                              | トランスグローバル                             |
| 演出                         |                              | 山田悦司                                       |
| 調整                         |                              | 杉原日出弥                                     |
| プロデューサー               |                              | 熊谷国雄                                       |
| 制作                         |                              | トランスグローバル                             |
| 解説                         |                              | 荻昌弘                                         |
| 初回放送                     |                              | 1975年3月31日 『月曜ロードショー』 21:00-22:55 |

- TBS版：2015年10月7日発売の『吹替の名盤』シリーズ ＜テレビ吹替音声収録＞HDリマスター版DVDに収録。約94分
  - 2016年4月5日にWOWOWでカット部分（約3分[5]）を代役で追加録音したものが放送。

## 製作
リチャード・D・ザナックは、核戦争によって地球が消滅した前作『続・猿の惑星』をもってシリーズを終了させるつもりでいたが、20世紀フォックスの他の経営陣たちは、前作の製作中に既に第3作の企画を進めていた。脚本家のポール・デーンは、コーネリアスとジーラを主人公に設定し、テイラーの宇宙船に乗り過去の地球にタイムスリップする物語を考え、原作者のピエール・ブールに相談を持ち掛けた。監督にはドン・テイラーが起用され、前2作と比べて登場する猿の数が減ったことでメイクアップする手間が少なくなったため、予算も少額で済んでいる。撮影は1970年11月30日に始まり、6週間後の1971年1月19日に終了した。
デーンはコーネリアスとジーラを通して人種差別を風刺し、映画の後半でその傾向が顕著に表れている。アーサー・P・ジェイコブスは、前作に出演できなかったロディ・マクドウォールに電報を送り、「君は『猿の惑星』に必要な存在だ」と説得して再びコーネリアス役に起用した。ジーラ役のキム・ハンターは本作の脚本を気に入り、ジーラの死も受け入れたが、一方で「私はジーラが殺されたことを喜んでいる」として、映画におけるジーラの役割が終わったと述べている。また、前2作と異なり周囲のキャストが人間役ばかりで猿役がマクドウォールとサル・ミネオのみだったことに「孤独を感じた」と述べている。

## ノベライズ
- ジェリー・パーネル『新・猿の惑星』(Escape from the Planet of the Apes) 小倉多加志訳、ハヤカワ文庫NV82、1974年。